# Friedrich Remde (Admiral)
Friedrich Remde (* 17. Juli 1928 in Eisenach; † 10. Januar 1999 in Heidelberg) war ein deutscher Flottillenadmiral der Bundesmarine.

## Leben
Friedrich Remde, Sohn eines Schusters und Inhabers eines Sportgeschäftes, diente 1944/45 als Marinehelfer und machte 1946 Abitur. Er begann ein Philologiestudium.
1956 trat er in die Bundesmarine ein und wurde auf Schnellbooten eingesetzt, bevor er zum Flugzeugführer ausgebildet wurde. Von 1962 bis 1964 absolvierte er den 4. Admiralstabslehrgang an der Führungsakademie der Bundeswehr in Hamburg. Von April 1973 bis März 1977 war er als Kapitän zur See und Nachfolger von Rudolf Deckert Referent für Angelegenheiten der Studiengruppen im Führungsstab der Marine (FüM) im Bundesministerium der Verteidigung. Anschließend übernahm er die Leitung der Stabsabteilung VI Planung im FüM und blieb dies bis März 1979. 1980/81 war er Chef des Stabes beim Befehlshaber der Seestreitkräfte der Nordsee. Später wurde er flugzeugtechnischer Stabsoffizier im Marineamt und war hier ab April 1983 Abteilungsleiter II und Admiral für Angelegenheiten der Marinerüstung. In dieser Position wurde er zum Flottillenadmiral befördert. Von Oktober 1984 bis Ende März 1986 Chef des Stabes und Stellvertreter des Amtschefs des Marineamtes und anschließend bis September 1988 Befehlshaber der Seestreitkräfte der Nordsee. Er ging in den Ruhestand.
Er wirkte 1969 und 1972 am Jahrbuch der deutschen Marine als Autor mit.
Am 1988 wurde er mit dem Bundesverdienstkreuz 1. Klasse ausgezeichnet.